# Metin Erksan
Metin Erksan, właśc. İsmail Metin Karamanbey (ur. 1 stycznia 1929 w Çanakkale, zm. 4 sierpnia 2012 w Stambule) – turecki reżyser i scenarzysta filmowy.
Studiował historię sztuki na Uniwersytecie Stambulskim. W 1947 zaczął publikować swoje teksty w prasie poświęconej kinu. Jego debiut reżyserski przypadł na 1952 rok. Do połowy lat 60. był czołowym twórcą tureckiego kina artystycznego, łączącym  w swoich filmach dojrzałość estetyczną i tematykę społeczną. Zdobył Złotego Niedźwiedzia na 14. MFF w Berlinie za film Upalne lato (1963).
Po 1965 zajął się kręceniem kina czysto komercyjnego, a od 1982 przestał całkowicie reżyserować i poświęcił się pracy akademickiej w Stambule.